# Gunnar Nordborg

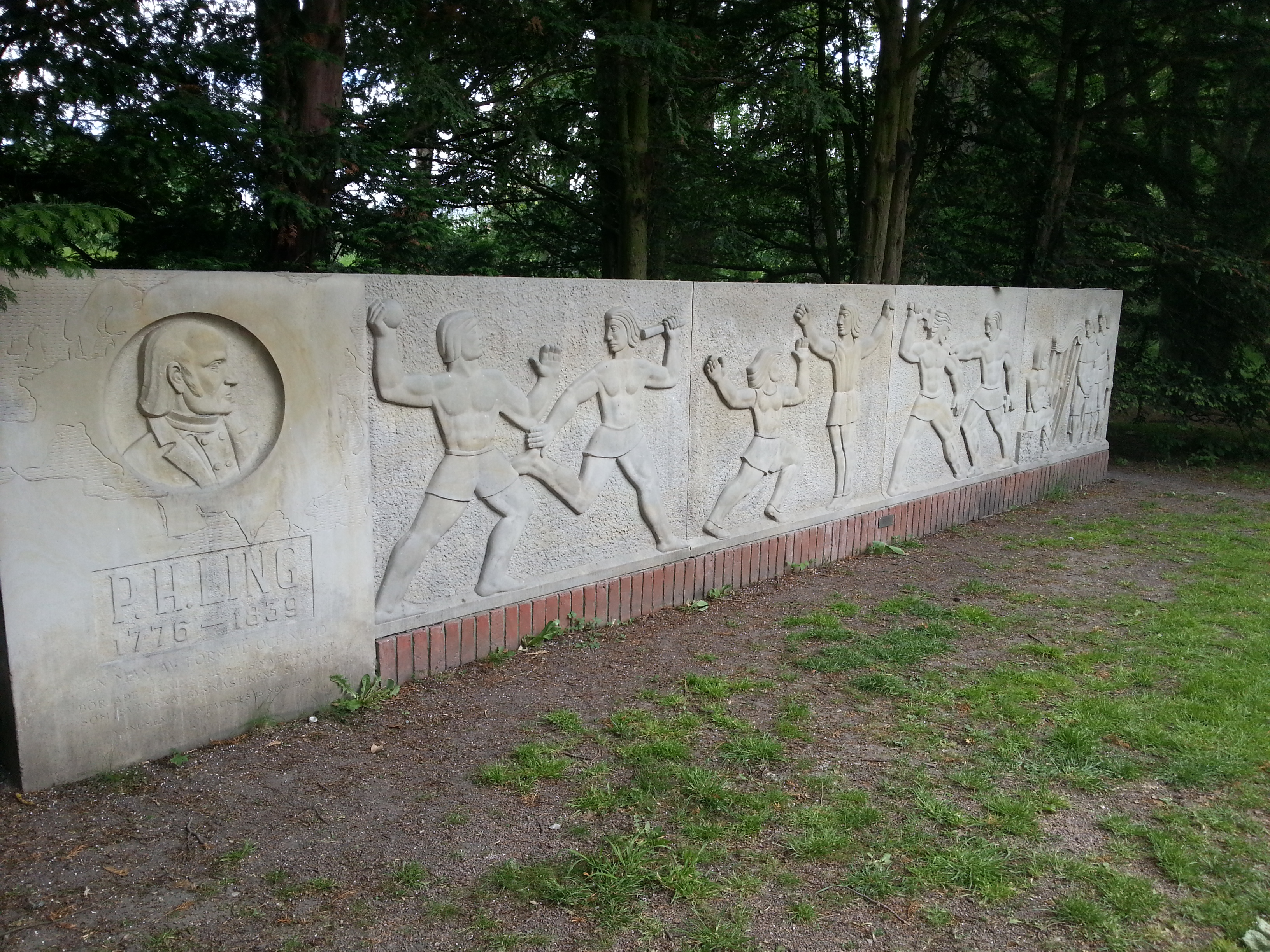
Lingmonumentet i Lunds stadspark skapat av Gunnar Nordborg

Gunnar Edvard Nordborg, född 20 maj 1904 i Malmö, död 5 april 1945 i Malmö, var en svensk skulptör, tecknare och målare.
Han var son till Frans Edvard Nordborg och hans hustru Emma samt från 1942 gift med Gulli Svenborg Ingegärd Svensson. Han hade en ungdomsdröm om att bli målare och studerade konst vid Ekenstams målarskola i Malmö 1924 som följdes upp med studieresor till Sydtyskland och Frankrike. Han debuterade i en utställning med akvareller och gouacheer men redan före utställningen kände han att målning inte har hans sak varför han övergick till den skulpturala konsten. Som skulptör var han huvudsakligen autodidakt. Separat ställde han ut på Malmö museum 1938, Skånska konstmuseum 1944 och tillsammans med Hans Larsson ställde han ut på Galerie Moderne i Stockholm 1937. Som medlem i konstnärsgruppen Aura medverkade han i gruppens utställningar på Malmö rådhus och Ystads konstmuseum. Han medverkade i samlingsutställningen Grupp 1935 och några gånger med Sveriges allmänna konstförening på 1940-talet samt årligen från 1934 med Skånes konstförening. En minnesutställning med hans konst visades på Malmö museum 1951. Han utförde ett flertal offentliga utsmyckningsuppdrag bland annat Lingmonumentet i Lund, järngrindar för Sankta Maria församlingshus i Helsingborg samt utsmyckningar för krematoriet i Trelleborg, Mekaniska verkstaden i Karlstad och Malmgården i Malmö. Nordborg är representerad vid ett flertal museum bland annat vid Malmö museum. Han är begravd på Östra kyrkogården i Malmö. 